# Tête Blanche (By)
De Tête Blanche (de By), niet te verwarren met de Tête Blanche in het Valpelline, ligt 3413 meter boven NAP. Deze berg ligt op de grens van Zwitserland en Italië en ligt in de Alpen. Hij is gemakkelijk te bereiken vanuit de Rifugio Amianthe.

## Beklimming
De Tête Blanche kan worden beklommen door vanaf een parkeerplaats bij Glassier d'Ollomont (1560 meter) de route 4 te nemen. Over een keienpad gaat de weg omhoog langs een waterval. Op 2000 m is er een lang, bijna vlak stuk bij het stuwmeer Lago di By en By. Dit gebied heet Conca de By. Aan het eind van deze vlakte gaat het omhoog naar de Alm La Tza de Commune (2256 m). Op 2900 m begint het ruiger te worden en gaat het pad langs een ketting of staalkabel omhoog. Daarna is het bijna vlak tot aan de Rifugio Amianthe (2979 m). Hierna loopt een gemakkelijke weg door naar de top van de Tête Blanche.

## Uitzicht
Er zijn veel andere bergtoppen te zien boven op de berg, zoals de Glacier de Mont Durand, de Grand Combin, de Mont Avril, de Grand Tête de By, de Mont Blanc, de Monte Rosa, de Gran Paradiso en de Matterhorn.